# Tommy Dreamer
Thomas James Laughlin (n. 14 februarie 1971), cunoscut sub numele de ring de Tommy Dreamer sau T.D. Madison, este un wrestler american care activează în TNA. Tommy a fost campion ECW de două ori câștigând centura de 2 ori.

## Începutul carierei
Thomas debutează în wrestling în anul 1989 sub numele de T.D. Madison făcând echipă cu fratele său.
Primul său antrenor a fost Johnny Rodz, un fost wrestler profesionist. Împreună cu fratele său, G.Q. Madison, Tommy devine campionul IWCCW Tag Team Championship 1991. Cei doi au deținut centura de 3 ori în același an.
În 1992 își schimbă numele în Tommy Dreamer.

## Extreme Championship Wrestling (ECW)
În 1993 se transferă în ECW. El câștigă primul său titlu ECW, la CyberSlam 2000, însa centura  este furată după nici o zi de Justin Credible.
După 9 ani, Tommy recuperează centura, devenind al patruzeci și șaptelea câștigător al titlului, la Extreme Rules Match împotriva lui Christian și Jack Swagger.
Tommy Dreamer și-a păstrat centura după ce l-a învins pe Christian, Finlay și pe Mark Henry, devenind al doilea om din istorie care reține centura într-un Scramble Match.

## Viața personală
Tommy este căsătorit și are 2 fiice-Kimberley și Briana.

## TNA
În anul 2010 Tommy activa în TNA.